# Razvoj svjetskog rekorda na 100 m, žene
Prvi svjetski rekord na 100 m za žene u atletici priznat je od Međunarodne amaterske atletske federacije (IAAF) 1922. godine.

Ručno mjereno
| Vrijeme: | Atletičarka:                    | Mjesto:                    | Datum:               |
| 12.8     | Mary Lines (GBR)                | Pariz, Francuska           | 20. kolovoza, 1922.  |
| 12.7     | Emmy Haux (GER)                 | Frankfurt, Njemačka        | 21. svibnja, 1923.   |
| 12.8     | Marie Mejzlikova (Čehoslovačka) | Prag, Čehoslovačka         | 13. svibnja, 1923.   |
| 12.4     | Leni Schmidt (GER)              | Leipzig, Njemačka          | 30. kolovoza, 1925.  |
| 12.2     | Leni Junker (GER)               | Wiesbaden, Njemačka        | 13. rujna, 1925.     |
| 12.4     | Gundel Wittmann (GER)           | Braunschweig, Njemačka     | 22. kolovoza, 1926.  |
| 12.2     | Leni Junker (GER)               | Hannover, Njemačka         | 29. kolovoza, 1926.  |
| 12.1     | Gertrud Gladitsch (GER)         | Stuttgart, Njemačka        | 3. srpnja, 1927.     |
| 12.2     | Kinue Hitomi (JPN)              | Osaka, Japan               | 20. svibnja, 1928.   |
| 12.0     | Betty Robinson (USA)            | Chicago, SAD               | 2. lipnja, 1928.     |
| 12.0     | Myrtle Cook (CAN)               | Halifax, Kanada            | 2. srpnja, 1928.     |
| 12.0     | Tollien Schuurman (NED)         | Amsterdam, Nizozemska      | 31. kolovoza, 1930.  |
| 12.0     | Leni Junker (GER)               | Magdeburg, Njemačka        | 1. kolovoza, 1931.   |
| 11.9     | Tollien Schuurman (NED)         | Haarlem, Nizozemska        | 5. lipnja, 1932.     |
| 11.9     | Hilda Strike (CAN)              | Los Angeles, SAD           | 2. kolovoza, 1932.   |
| 11.9     | Käthe Krauss (GER)              | London, Engleska           | 11. kolovoza, 1934.  |
| 11.9     | Helen Stephens (SAD)            | Fulton, SAD                | 10. travnja, 1935.   |
| 11.8     | Helen Stephens (SAD)            | Saint Louis, SAD           | 1. lipnja, 1935.     |
| 11.6     | Helen Stephens (SAD)            | Kansas City, SAD           | 8. lipnja, 1935.     |
| 11.5     | Helen Stephens (SAD)            | Dresden, Njemačka          | 10. kolovoza, 1936.  |
| 11.5     | Lulu Mae Hymes (SAD)            | Tuskegee, SAD              | 6. svibnja, 1939.    |
| 11.5     | Rowena Harrison (SAD)           | Tuskegee, SAD              | 6. svibnja, 1939     |
| 11.5     | Fanny Blankers-Koen (NED)       | Amsterdam, Nizozemska      | 5. rujna, 1943.      |
| 11.5     | Marjorie Jackson (AUS)          | Helsinki, Finska           | 22. srpnja, 1952.    |
| 11.4     | Marjorie Jackson (AUS)          | Gifu, Japan                | 4. listopada, 1952.  |
| 11.3     | Shirley Strickland (AUS)        | Varšava, Poljska           | 4. kolovoza, 1955.   |
| 11.3     | Vera Krepkina (SSSR)            | Kijev, Sovjetski Savez     | 13. rujna, 1958.     |
| 11.3     | Wilma Rudolph (SAD)             | Rim, Italija               | 2. rujna, 1960.      |
| 11.2     | Wilma Rudolph (SAD)             | Stuttgart, SR Njemačka     | 19. srpnja, 1961.    |
| 11.2     | Wyomia Tyus (SAD)               | Tokio, Japan               | 15. travnja, 1964.   |
| 11.1     | Irena Kirszenstein (POL)        | Prag, Čehoslovačka         | 9. srpnja, 1965.     |
| 11.1     | Wyomia Tyus (USA)               | Kijev, Sovjetski Savez     | 31. srpnja, 1965.    |
| 11.1     | Barbara Ferrell (SAD)           | Santa Barbara, SAD         | 2. srpnja, 1967.     |
| 11.1     | Wyomia Tyus (SAD)               | Mexico City, Meksiko       | 21. travnja, 1968.   |
| 11.1     | Lyudmila Samotyosova (SSSR)     | Leninakan, Sovjetski Savez | 15. kolovoza, 1968.  |
| 11.1     | Margaret Bailes (SAD)           | Aurora, Filipini           | 18. kolovoza, 1968.  |
| 11.1     | Barbara Ferrell (SAD)           | Mexico City, Meksiko       | 14. listopada, 1968. |
| 11.1     | Irena Szewinska (POL)           | Mexico City, Mexico        | 14. listopada, 1968. |
| 11.0     | Wyomia Tyus (SAD)               | Mexico City, Mexico        | 15. listopada, 1968. |
| 11.0     | Chi Cheng (Tajvan)              | Beč, Austrija              | 18. srpnja, 1970.    |
| 11.0     | Renate Stecher (DDR)            | Berlin, DDR                | 2. kolovoza, 1970.   |
| 11.0     | Ellen Strophal (DDR)            | Potsdam, DDR               | 15. lipnja, 1972.    |
| 11.0     | Eva Gleskova (TCH)              | Budimpešta, Mađarska       | 1. srpnja, 1972.     |
| 10.9     | Renate Stecher (DDR)            | Leipzig, DDR               | 30. lipnja, 1973.    |

Elektronski mjereno
| Vrijeme: | Atletičarka:                   | Mjesto:               | Datum:              |
| 11.07    | Renate Stecher (DDR)           | München, SR Njemačka  | 2. rujna, 1972.     |
| 11.04    | Inge Helten (SRNJ)             | Fürth, SR Njemačka    | 13. lipnja, 1976.   |
| 11.01    | Annegret Richter (SRNJ)        | Montreal, Kanada      | 25. srpnja, 1976.   |
| 10.88    | Marlies Oelsner (DDR)          | Dresden, DDR          | 1. srpnja, 1977.    |
| 10.88    | Marlies Oelsner (DDR)          | Karl-Marx-Stadt, DDR  | 9. srpnja, 1982.    |
| 10.87    | Lyudmila Kondratyeva (SSSR)    | Lenjingrad, SSSR      | 3. lipnja, 1980.    |
| 10.81    | Marlies Göhr (DDR)             | Berlin, DDR           | 8. lipnja, 1983.    |
| 10.79    | Evelyn Ashford (SAD)           | Colorado Springs, SAD | 3. srpnja, 1983.    |
| 10.76    | Evelyn Ashford (SAD)           | Zürich, Švicarska     | 22. kolovoza, 1984. |
| 10.49    | Florence Griffith Joyner (SAD) | Indianapolis, SAD     | 16. srpnja, 1988.   |